# Jurjevec
Jurjevec is een plaats in de gemeente Krapinske Toplice in de Kroatische provincie Krapina-Zagorje. De plaats telt 162 inwoners (2001).